# Dominik Kisiel
Dominik Kisiel (ur. w Lublinie) – polski pianista i kompozytor jazzowy pochodzący z Lublina, obecnie mieszkający w Gdańsku. Absolwent Akademii Muzycznej w Gdańsku. W 2016 r. założył autorski zespół złożony z trójmiejskich muzyków, który nazwał Dominik Kisiel Exploration Quartet. Nagrali debiutancki album Exploration wydany w maju 2018 przez Alapaka Records. Artysta nominowany do Fryderyka 2019 w kategorii «Debiut Roku - Jazz».

## Dominik Kisiel Exploration Quartet
- Dominik Kisiel - fortepian
- Michał Jan Ciesielski - saksofony
- Piotr Szajrych - kontrabas
- Adam Golicki - perkusja (uprzednio - Antek Wojnar)

## Dyskografia

### Albumy
| Rok  | Dane dot. albumu |
| ---- | --- |
| 2018 | Exploration - Wydany: 20 maja 2018 - Wykonawca: Dominik Kisiel Exploration Quartet - Wytwórnia: Alpaka - Format: CD, digital download             |
| 2018 | Live at Radio Katowice - Wydany: 1 września 2018 - Wykonawca: Dominik Kisiel Exploration Quartet - Wytwórnia: Polskie Radio Katowice - Format: CD |

## Nagrody i wyróżnienia
- 2017: Nagroda Główna na XX Ogólnopolskim Przeglądzie Młodych Zespołów Jazzowych i Bluesowych Gdyńskiego Sax Clubu
- 2018: Nagroda Główna w konkursie LOTOS Jazz Festiwal 20. Bielskiej Zadymki Jazzowej, statuetka Aniołka Jazzowego 2018
- 2019: nominacja do Fryderyka 2019 w kategorii «Debiut Roku - Jazz»